# Maturba
Maturba (łac. Diocesis Maturbensis) – stolica historycznej diecezji we Cesarstwie rzymskim w prowincji Mauretania Cezarensis, zlikwidowana w VII w. podczas ekspansji islamskiej, współcześnie w północnej Algierii. Obecnie katolickie biskupstwo tytularne. 

## Biskupi tytularni
| Lp. | Biskup                          | Funkcja                                            | Od                  | Do                   |
| --- | ------------------------------- | -------------------------------------------------- | ------------------- | -------------------- |
| 1   | Alphonse Streit                 | emerytowany biskup Mariannhill (Południowa Afryka) | 21 maja 1970        | 22 czerwca 1970      |
| 2   | Silas Silvius Njiru             | biskup pomocniczy Meru (Kenia)                     | 2 października 1975 | 9 grudnia 1976       |
| 3   | Luis Gabriel Romero Franco      | biskup pomocniczy Bogoty (Kolumbia)                | 5 maja 1977         | 15 kwietnia 1986     |
| 4   | Leopoldo Brenes                 | biskup pomocniczy Managui (Nikaragua )             | 13 lutego 1988      | 2 listopada 1991     |
| 5   | Luiz Antônio Guedes             | biskup pomocniczy Campinas (Brazylia)              | 29 stycznia 1997    | 24 października 2001 |
| 6   | Francis Daw Tang                | biskup pomocniczy Myitkyina (Mjanma)               | 15 stycznia 2002    | 3 grudnia 2004       |
| 7   | José Luís Gerardo Ponce de León | wikariusz apostolski Ingwavumy (Południowa Afryka) | 24 listopada 2008   | 29 listopada 2013    |
| 8   | Paul Simick                     | wikariusz apostolski Nepalu                        | 25 kwietnia 2014    | 9 listopada 2024     |